# Basset Hound
Basset Hound este o rasă de câini cu picioare scurte din familia câinilor de vânătoare. La originea Basset-ului stau câinii de Artois, aduși în Normandia și selectionați, fiind perpetuate exemplarele de talie joasă (bass în franceză înseamnă „coborât, jos, aproape de pământ”). S-a dorit obținerea unui câine de vânătoare robust, rezistent, cu capul permanent plasat la nivelul solului, capabil să descopere și să urmărească foarte bine o urmă, dar care să nu se poată depărta prea mult de vânător, din cauza picioarelor scurte.

## Istoric rasă

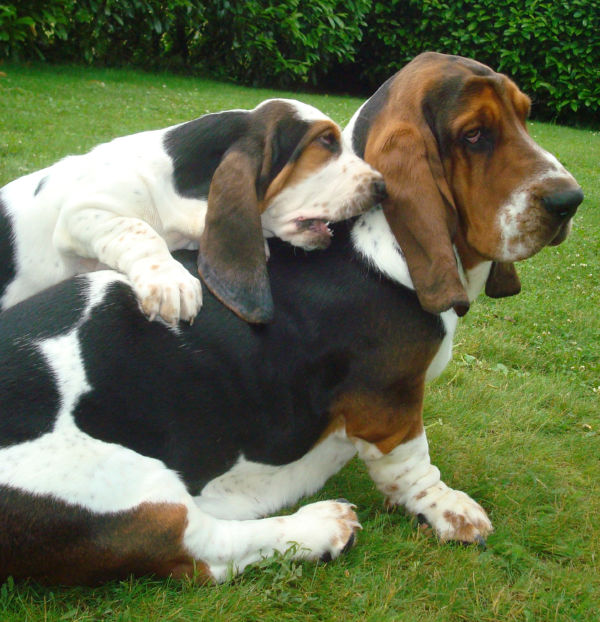
Un Basset Hound adult cu pui.

Lucrarea La Venerie, un tratat de vânătoare scris de Jacques du Fouilloux în 1561, cuprinde reprezentări grafice ale unor câini asemănători Basset-ului modern folosiți la vânătoare de nobilii francezi. Câinii de talie mică normanzi au ajuns în debutul secolului al XVI-lea în Anglia, marele William Shakespeare descriind veridic un exemplar în piesa Visul unei nopți de vară. Foarte probabil că au avut loc încrucișări cu alte rase de câini de vânătoare englezești, una dintre acestea fiind, cel mai probabil, Bloodhound. Ce a rezultat din încrucișările succesive și selecțiile atente ale crescătorilor a fost un câine cu corpul solid, având picioarele foarte scurte raportate la masivitatea corpului, cu urechile extrem de ample și cu un simț al mirosului excelent. Basset Hound sunt cotați ca a doua rasă în ceea ce privește calitatea simțului olfactiv, după Bloodhound. În Anglia, Basset Hound a fost folosit intens la vânătoare (în haită sau individual) timp de aproape un secol, când postura de animal de companie a început să prevaleze.

## Descriere fizică

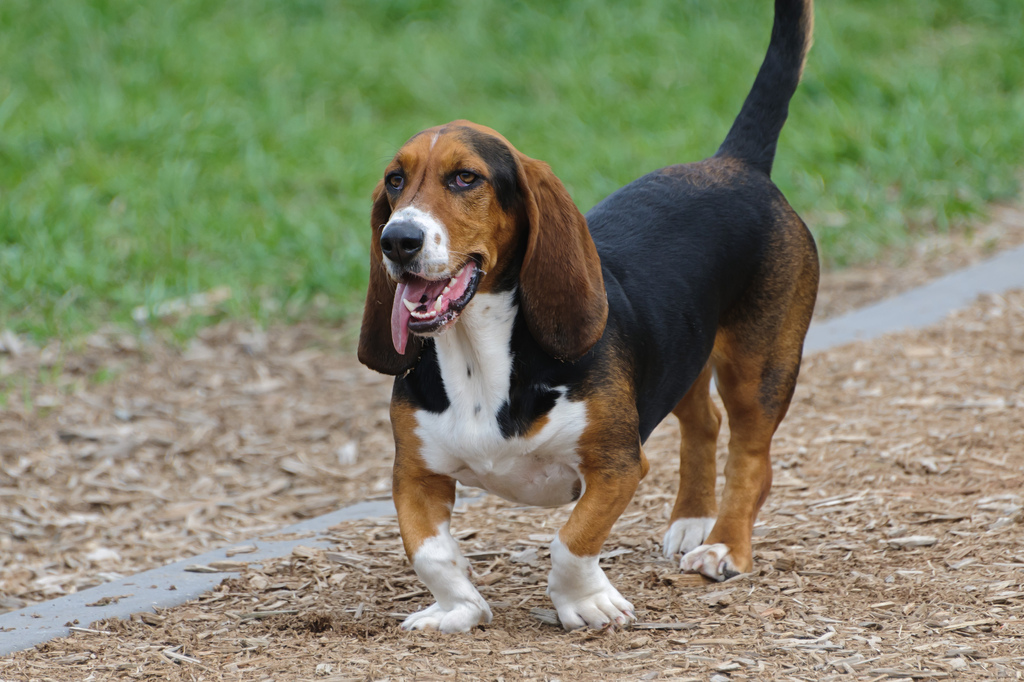
Un Basset Hound.

Un câine cu corpul solid, cu genuliera joasă, având picioarele scurte și osătura puternică (surprinzător de solidă și de grea pentru un animal cu talia lui). Corpul este mult mai lung decât înalt, pieptul este larg și adânc, gâtul este puternic. Capul se impune prin mărime, cu craniul rotund completat de un bot lung și trufa neagră, mare. Ochii, potrivit de mari, sunt adânciți în orbite și pleoapa interioară este flască, atârnând și expunând albul globului ocular și țesutul interior. Basset se remarcă prin expresia privirii, care sugerează tristețea și o permanentă resemnare. Urechile, de dimensiuni mari, sunt prelungi, prinse în linie joasă pe părțile laterale ale craniului, atârnând în falduri libere și rotunjite spre interior. Coada este lungă, de formă generală conică, groasă la bază și purtată ușor curbată, mai mult ridicată. Blana este constituită din două straturi, cel exterior fiind neted, scurt și moale.

## Personalitate
Sociabil, calm, dispus la joacă, inteligent și curios. Are un puternic simț olfactiv și denotă multă independență în acțiunile sale. Nu se dovedește agresiv cu străinii, dar la orice pericol latră puternic. Este devotat familiei și se înțelege bine cu alți câini și alte animale. Are un comportament permisiv și cooperant cu copiii.

## Întreținere

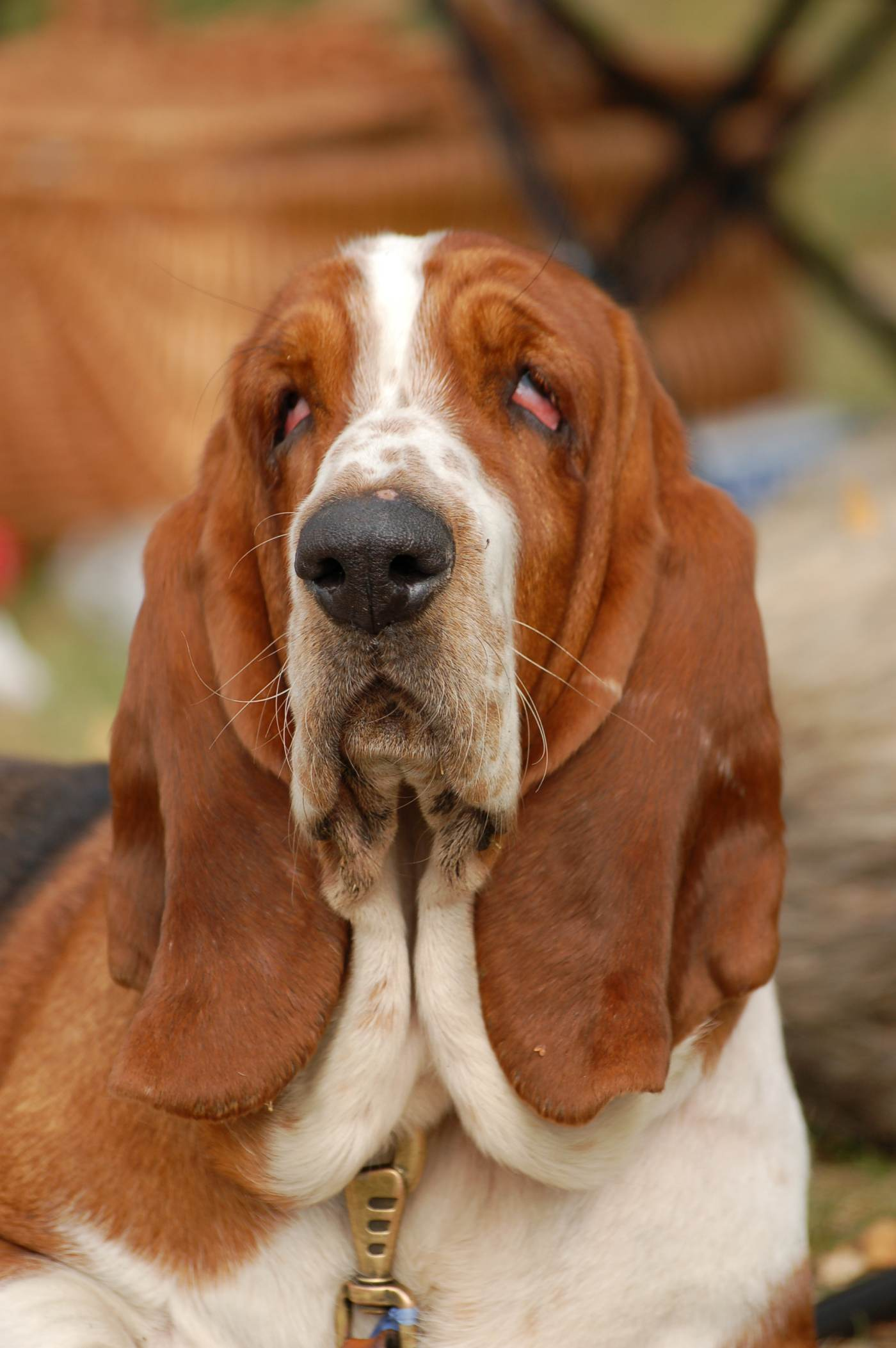
Capul unui Basset Hound.

### Îngrijire și sensibilitate boli
Acești câini emană un miros specific, puternic. Nu au nevoie de periaj intens, blana se menține curată. Se poate folosi o mânușă cu zimți sau o perie de cauciuc cu dinți scurți. Ghearele trebuie verificate periodic și scurtate, iar pernuțele trebuie controlate împotriva infecțiilor și rănilor. Sunt foarte pofticioși și acumulează rapid în greutate. Cutele pielii de pe cap trebuie curățate și dezinfectate periodic, pentru a preveni apariția infecțiilor. Sunt expuși bolilor aparatului auditiv, infecțiilor oculare și diferitelor iritații ale buzelor. Obezitatea este des întâlnită la acești câini, fiind câini cărora le place mult să mănânce.

### Condiții de viață
Trebuie supravegheat cu atenție, are tendința ca în teren deschis să plece după miros și va urma cu strășnicie urma, din instinct, depărtându-se de stăpân. Preferă să aibă acces permanent la un spațiu exterior, unde să exploreze și să prindă urma unor mirosuri. Terenul trebuie îngrădit, preferabil fără acces la straturile de flori, pentru că sapă frenetic. Se adaptează bine și la traiul de interior, cu condiția desfășurării unui program de mișcare zilnic, alcătuit din plimbări obișnuite.

### Dresaj
Este apt pentru dresaj, ca orice câine de vânătoare și se dovedește un câine inteligent, cu capacitate bună de învățare. Dar activitatea trebuie condusă de o persoană fermă și perseverentă, pentru că este un câine independent și uneori încăpățânat. Trebuie familiarizat intens cu numele său și cu acele comenzi de chemare și oprire care îi pot stopa acțiunile în care pleacă să adulmece.

## Utilitate
Este folosit la vânătoare de iepuri, căprioare, vulpi, fazani, mistreți. Câine de companie foarte plăcut, liniștit și echilibrat. Recomandat persoanelor mai în etate, care nu au un ritm de viață foarte activ. Își păstrează calitățile de vânător, putând fi util în câmp pentru a lua urma vânatului rănit.

## Caracteristici
- Înălțime: 30-38 cm
- Greutate: 23-30 kg
- Durata de viață: 10-12 ani
- Capacitate de naștere: 6-8 pui